# South of Heaven
South of Heaven er det fjerde studiealbum af det amerikanske thrash metal-band Slayer. Det blev indspillet i 1987 og udgivet i 1988 gennem Def Jam Records (senere udgivet på Rick Rubins Def American / American Recordings).
Albummet markerede en bevidst afstandtagen fra Slayers tidligere album med langsommere sange, en mere melodisk vokal, udtalt vokal på "Mandatory Suicide" og endda rene guitarer på "Spill The Blood". Slayer har udtalt, at dette var det eneste album, de havde planlagt på forhånd – bandet følte, at det ikke ville kunne overgå hastigheden på Reign in Blood.
Albummet stødte på højrøstet modstand fra mange af Slayers fans, selvom albummet ikke er en fuldstændig afstandtagen fra deres tidligere musik, da det har sange, som er lige så hurtige som deres tidligere numre, såsom anti-abortsangen "Silent Scream," som fik flere fans til at tage afstand til bandet.
Starten på sangen "Ghosts of War" er en musikalsk reprise af slutningen på sangen "Chemical Warfare", fra Haunting the Chapel ep'en.

## Sange
1. "South of Heaven" (Tekst: Araya) (Musik: Hanneman) – 5:00
2. "Silent Scream" (Tekst: Araya) (Musik: Hanneman/King) – 3:13
3. "Live Undead" (Tekst: Araya/King)(Musik: Hanneman) – 3:58
4. "Behind the Crooked Cross" (Hanneman) – 3:12
5. "Mandatory Suicide" (Tekst: Araya) (Musik: Hanneman/King) – 4:03
6. "Ghosts of War" (Tekst: King) (Musik: Hanneman/King) – 4:00
7. "Read between the Lies" (Tekst: Araya/King) (Musik: Hanneman) – 3:21
8. "Cleanse the Soul" (Tekst: Araya/King) (Musik: Hanneman) – 3:01
9. "Dissident Aggressor" (Judas Priest) – 2:34
10. "Spill the Blood" (Hanneman) – 4:48

## Musikere
- Tom Araya – Bas, Sang
- Jeff Hanneman – Lead-guitar
- Kerry King – Lead-guitar
- Dave Lombardo – Trommer

## Hitlister

### Album
Billboard (USA)
| År   | Hitliste          | Placering |
| ---- | ----------------- | --------- |
| 1988 | The Billboard 200 | 57        |